# Dermorphin
Dermorphin ist ein starkes Opioidpeptid, das von der Haut eines südamerikanischen Frosches der Gattung Phyllomedusa gebildet wird und 1981 entdeckt wurde. Sein Name leitet sich ab aus altgriech. δέρμα derma ‚Haut‘ und dem Namen des Gottes der Träume, Morpheus (Μορφεύς, abgeleitet aus μορφή morphe ‚Gestalt, Form‘).

## Allgemeines
Dermorphin ist ein natürliches Opioid, also eine Verbindung, die ähnlich wie z. B. Morphin und andere Opiumalkaloide auf das Nervensystem wirkt. Es bindet sich wesentlich wirksamer als Morphin an Opioidrezeptoren und ist etwa 30- bis 40-mal wirksamer als dieses. Dermorphin als Arzneistoff verspricht eine geringere Toleranzentwicklung und ein niedrigeres Suchtpotential als gängige Opioide.
Es wirkt auf den Blutkreislauf, den Verdauungstrakt und das Nervensystem, jedoch kann nur ein kleiner Bruchteil des Stoffs die Blut-Hirn-Schranke überwinden. Die erste bekannte therapeutische Verwendung wird beim Matsés-Stamm im oberen Amazonasbecken beschrieben: Sie nutzen die getrocknete Haut des Phyllomedusa-Frosches, um Wunden zu behandeln. Mögliche Effekte dieser Behandlung sind abgeschwächtes Schmerzempfinden und vorübergehende Euphorie. Dermorphin und seine Derivate zeigen aufgrund der hohen Wirksamkeiten große Potentiale als Analgetika, jedoch wurde Dermorphin selbst in keiner klinischen Studie getestet. Analoga, die leichter die Blut-Hirn-Schranke überwinden und länger wirken, werden gegenwärtig studiert.

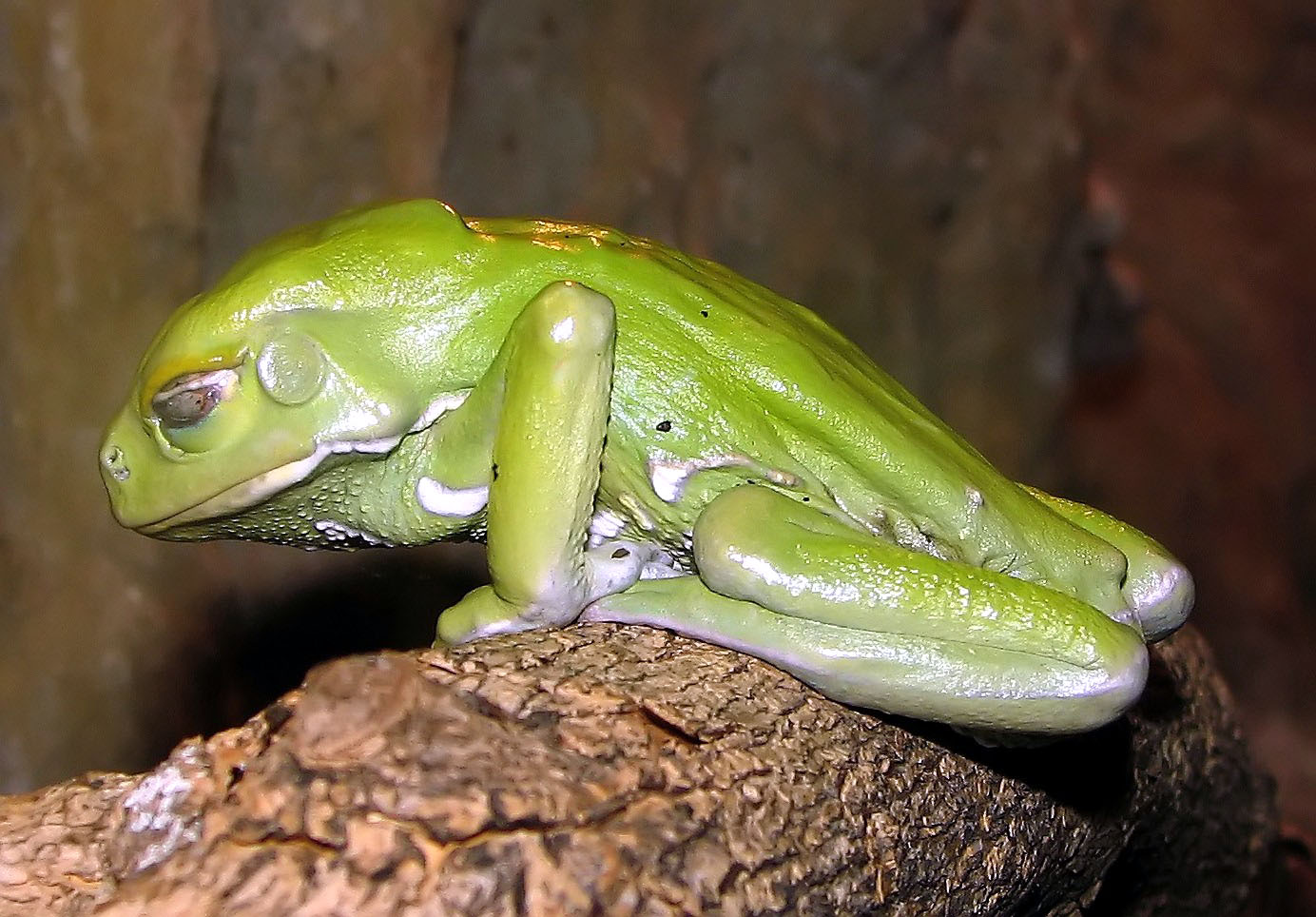
Aus der Haut des Warzigen Makifrosches (Phyllomedusa sauvagii) wurde Dermorphin isoliert.

## Chemische Struktur
Dermorphin ist ein Peptid, das sich aus sieben Aminosäuren zusammensetzt. Die Aminosäuresequenz ist H-Tyr-D-Ala-Phe-Gly-Tyr-Pro-Ser-NH2.
Dermorphin hat strukturelle Ähnlichkeit mit Endorphinen, einer Familie von Neuropeptiden der Wirbeltiere, ist jedoch um eine Größenordnung wirksamer. Was die hohe Wirksamkeit des Moleküls bedingt, ist aktuell (Stand August 2015) unbekannt.

## Biosynthese
Der Frosch produziert zunächst ein Vorläuferpeptid des Dermorphins mit der Aminosäure L-Alanin, dem in der Natur meist vorkommenden L-Enantiomer des Alanins. Nach der Synthese wird dieses L-Alanin mit Hilfe eines Enzyms, einer Epimerase, in die D-Form umgewandelt.
Ähnlich wie andere Peptide, die D-Aminosäuren enthalten, wurde Dermorphin bisher noch in keinem Säugetier gefunden (Stand August 2015). Über die biologische Funktion des Dermorphins für den Frosch ist bisher (Stand August 2015) nichts bekannt.

## Illegale Verwendung im Pferdesport
Dermorphin wurde in Pferderennen als leistungssteigernde Droge missbraucht, weil die schmerzunterdrückende Wirkung die Pferde zu höherer Leistung bringen konnte.